# Unieszewo
Unieszewo (deutsch Schönfelde) ist ein Ort in der polnischen Woiwodschaft Ermland-Masuren. Er gehört zur Gmina Gietrzwałd (Landgemeinde Dietrichswalde) im Powiat Olsztyński (Kreis Allenstein).

## Geographische Lage
Unieszewo liegt im Westen der Woiwodschaft Ermland-Masuren, 14 Kilometer südwestlich der Kreis- und Woiwodschaftshauptstadt Olsztyn (deutsch Allenstein).

## Geschichte

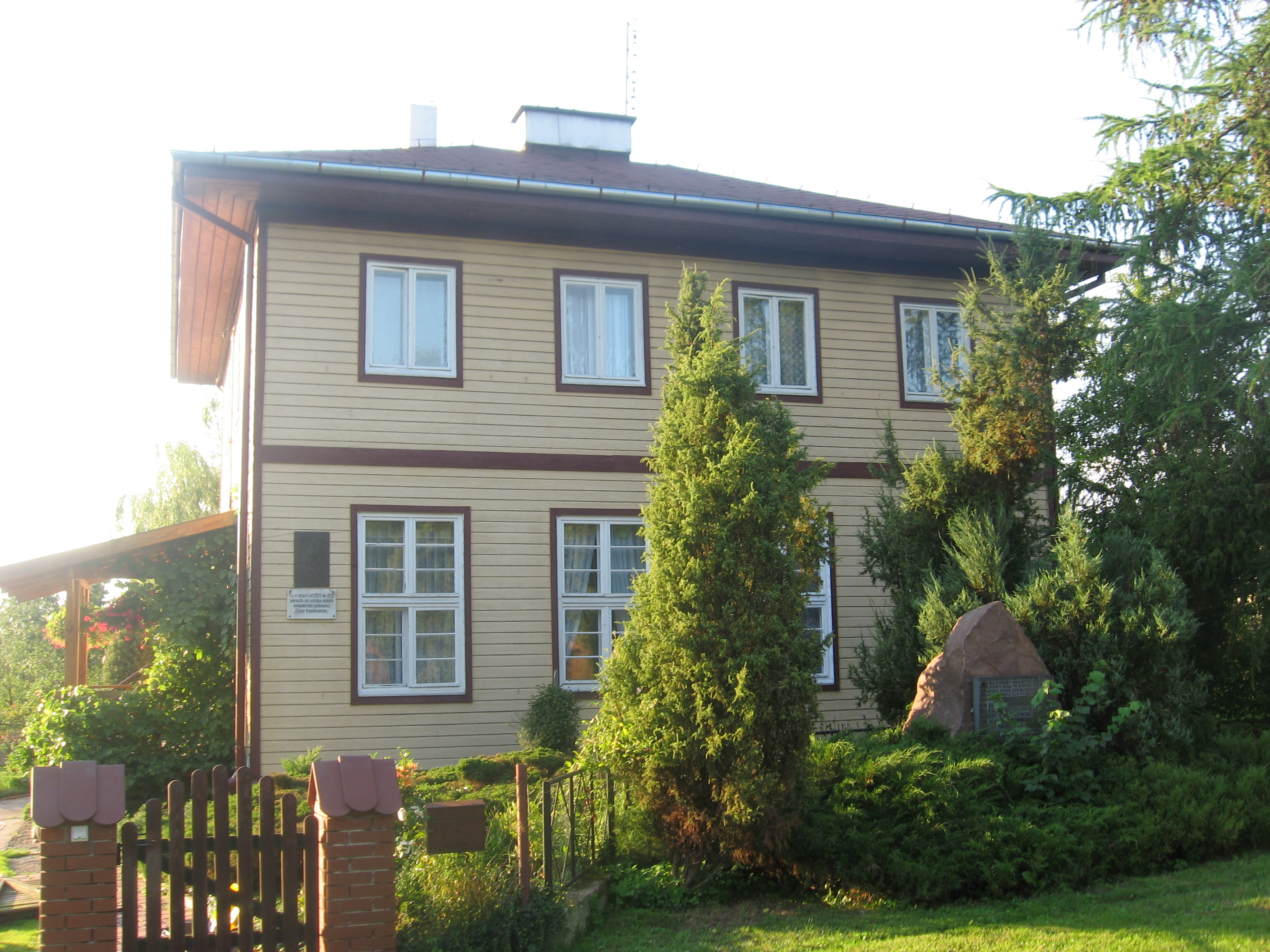
Gebäude der alten Schönfelder polnischen Schule in Unieszewo

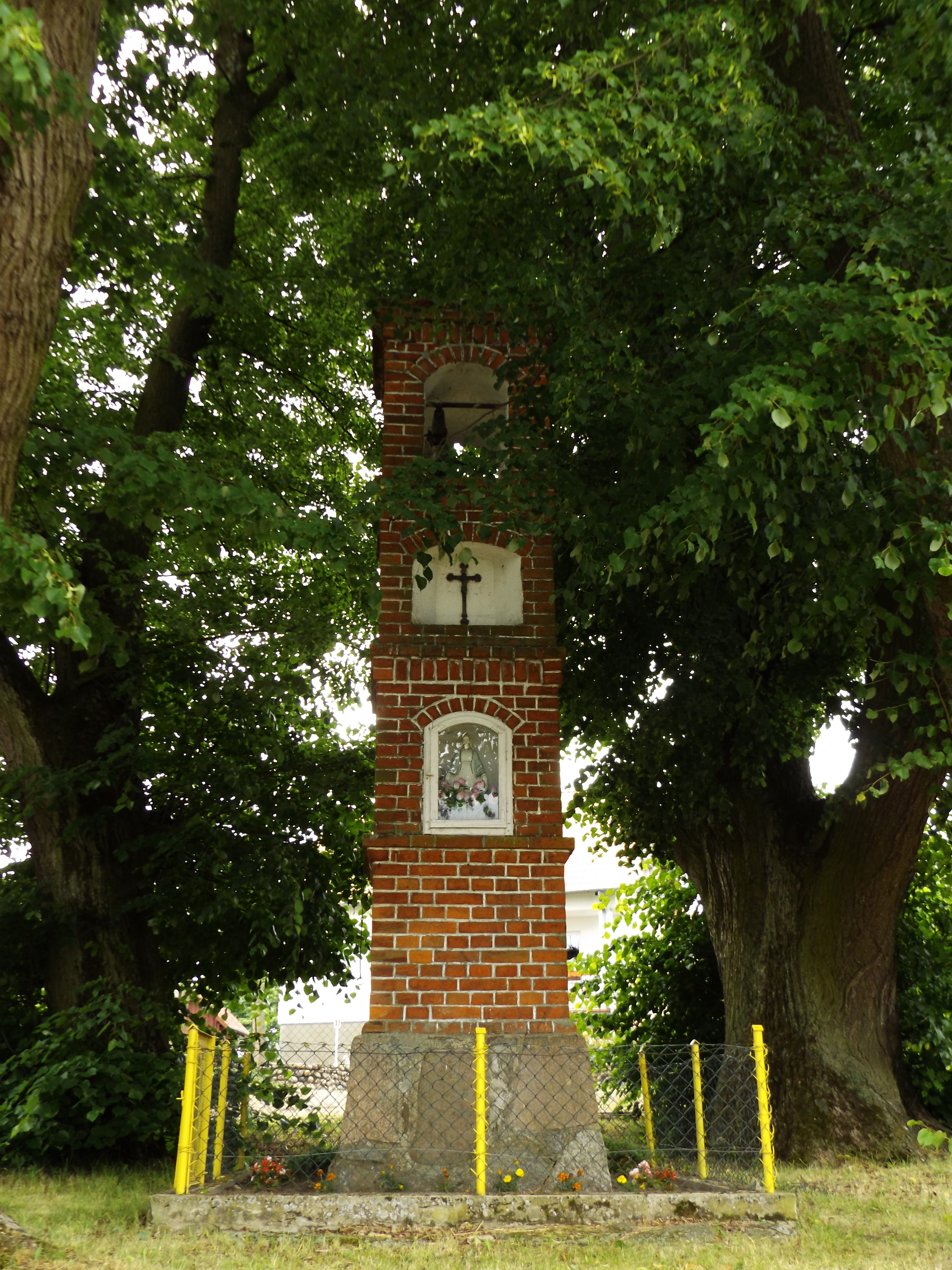
Bildstock im Dorf

Gründungsjahr des Dorfes Schönfeld ist das Jahr 1347. Von 1874 bis 1945 war die Landgemeinde Schönfelde in den Amtsbezirk Schönbrück (polnisch Sząbruk), der zum Kreis Allenstein im Regierungsbezirk Königsberg (ab 1905: Regierungsbezirk Allenstein) in der preußischen Provinz Ostpreußen gehörte.
Im Jahre 1910 waren in Schönfelde 776 Einwohner gemeldet. Ihre Zahl belief sich 1933 auf 727 und 1939 auf 667.
Als 1945 das gesamte südliche Ostpreußen in Kriegsfolge an Polen abgetreten wurde, erhielt Schönfelde die polnische Namensform „Unieszewo“. Ausschlaggebend für diese Bezeichnung war wohl ein Versprechen an den Oberst der Sowjetarmee Juri Unieszew, ihn für einen von ihm gezeigten Einsatz zugunsten des Dorfes „für immer in die Geschichte eingehen zu lassen“. Heute ist Unieszewo eine Ortschaft im Verbund der Landgemeinde Gietrzwałd (Dietrichswalde) im Powiat Olsztyński (Kreis Allenstein), von 1975 bis 1998 der Woiwodschaft Olsztyn, seither der Woiwodschaft Ermland-Masuren zugehörig.

## Kirche
Bis 1945 war Schönfelde in die evangelische Kirche Allenstein in der Kirchenprovinz Ostpreußen der Kirche der  Altpreußischen Union, außerdem in die römisch-katholische Kirche Schönbrück (polnisch Sząbruk) im damaligen Bistum Ermland eingepfarrt.
Heute gehört Unieszewo evangelischerseits gleichbleibend zur Allensteiner Kirche, die nun den Namen Christus-Erlöser-Kirche trägt und zur Diözese Masuren der Evangelisch-Augsburgischen Kirche in Polen zugeordnet ist. Katholischerseits ist Unieszewo selbst zu einer Filialgemeinde innerhalb der Sząbruker Pfarrgemeinde geworden, die zum jetzigen Erzbistum Ermland zugehörig ist.

## Verkehr

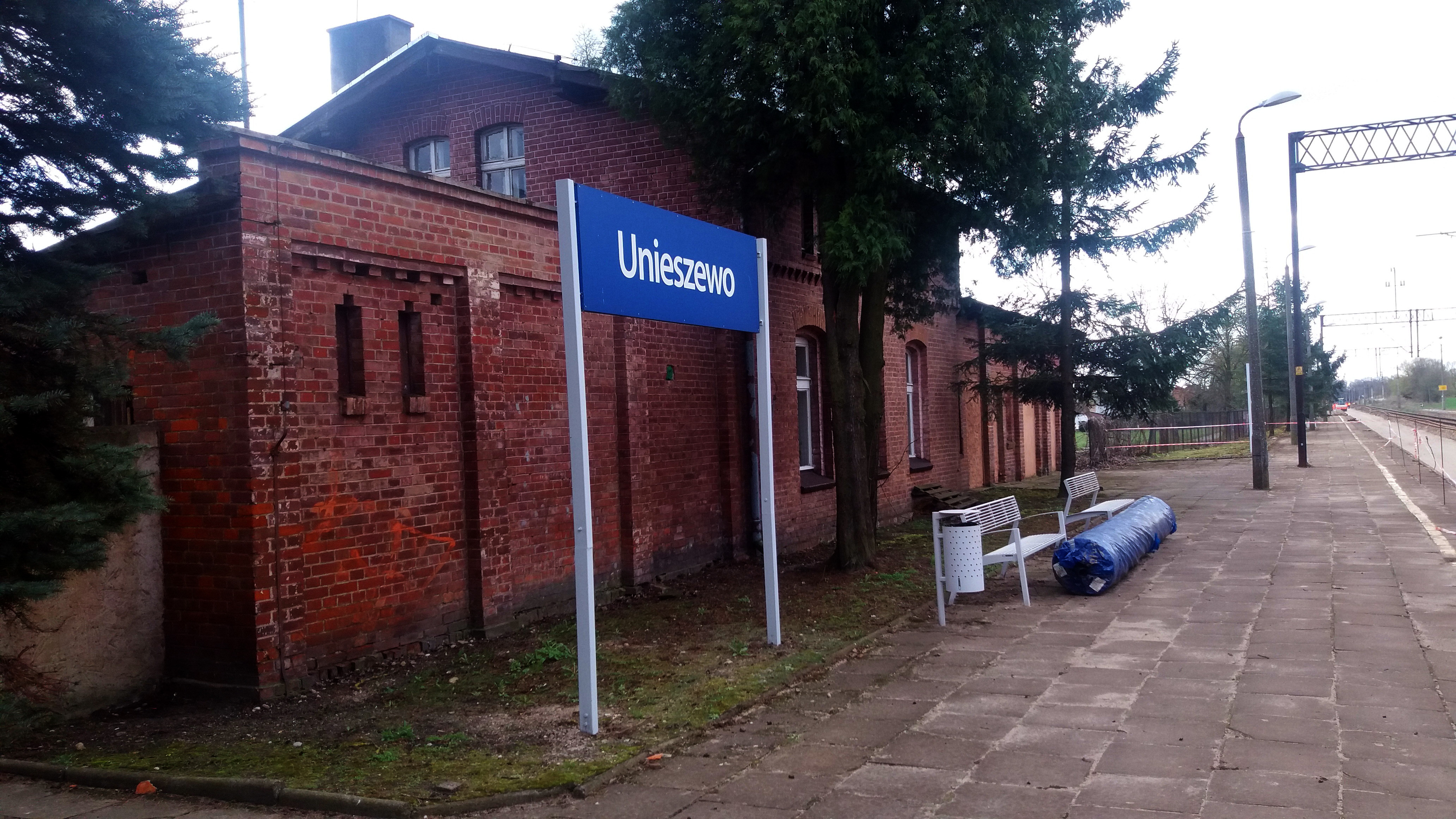
Die Bahnstation Unieszewo mit dem alten Hermsdorfer Bahnhofsgebäude

Unieszewo liegt an der Kreisstraße DP 1370N, die von Gietrzwałd (Dietrichswalde) an der polnischen Landesstraße 16 (einstige deutsche Reichsstraße 127) bis nach Tomaszkowo (Thomsdorf) unweit der Schnellstraße 51  führt. Eine von Mańki (Manchengut) kommende Nebenstraße endet in Unieszewo.
Unieszewo ist Bahnstation an der PKP-Bahnlinie 353 Posen–Toruń–Skandawa, die einst bis nach Tschernjachowsk (Insterburg) führte und heute an der polnisch-russischen Staatsgrenze endet. Doch erst im Jahre 1929 erhielt der Bahnhof den Namen „Schönfelde“, hieß der doch bis dahin „Hermsdorf (Ostpreußen)“ bzw. „Hermsdorf/Schönfelde“, da sein Gebiet erst Ende der 1920er Jahre nach Schönfelde
eingemeindet wurde. 1945 trug die Bahnstation kurzfristig den Namen „Polanka“, von 1945 bis 1947 den Namen „Szomfalt“. Etwa 100 bis 150 Passagiere nutzen sie pro Tag und kommen an dem alten noch zu Hermsdorfer Zeiten errichteten Bahnhofsgebäude vorbei, das heute nur noch als Kulisse dient.

## Persönlichkeiten des Ortes
- Eduard Herrmann (1836–1916), deutscher römisch-katholischer Pfarrer, Bischof, Mitglied des Reichstages
- Viktor Kalinowski (1879–1940), deutscher Schriftsetzer und Schriftsteller
- Paul Chmielewski (1889–1945), deutscher römisch-katholischer Pfarrer und Märtyrer
- Wojciech Turowski (1894–1959), polnischer Priester, Pallottiner und Generalrektor